# آن ماكلويد
آن ماكلويد (بالإنجليزية: Anne MacLeod)‏ (1951)؛ كاتِبة، شاعرة وروائية بريطانية.